# Republica Democratică Azerbaidjan
Republica Democratică Azerbaidjan (1918-1920) (Azərbaycan Demokratik Respublikası în azeră modernă sau Azərbaycan Xalq Cümhuriyyəti numele orginal), prima republică democratică și parlamentară din Orientul musulman.

## Căderea Imperiului Rus și mișcarea națională în Azerbaidjanul de Nord
După revoluția rusească din februarie 1917, mișcarea națională din Azerbaidjan, o țară din periferia Imperiului Rus, a obținut o trasatură nouă, așa cum s-a sfârșit perioada discuțiilor teoretice și abordării problemelor naționalo-culturale în paginile presei. Urma trecerea la lansarea și realizarea cererilor și obiectivelor politice. În condițiile noi, simpatizantul opiniei publice era partidul „Müsavat” („Egalitatea”), înființat la 1911, care de la bun început se baza la dreptul de autodeterminare al națiunilor.

## Partidul „Müsavat”

Steagul Partidului Musavat

Spre sfârșitul lui octombrie 1917, partidul „Müsavat”, condus de Mammad Emin Rasulzade (1884-1955), și-a ținut primul Congres, definind tactica și strategia partidului și programul nou, care conținea punctele următoare:
1.Reformarea politică a Imperiului Rus la o republică federativă democratică compusă de autonomii naționalo-teritoriale.
2.Libertatea de exprimare, de credință, de presă, de ședința, de demonstrație garantate de stat și afirmate prin Constituția.
3.Egalitatea în fața de legea tuturor cetățeni, fără distincția de religie, de naționalitate, de sex, de viziunile politice; lichidarea sistemului de pașaport și afirmarea dreptului de dislocare oamenilor atât în cadrul statului, cât și peste hotare fără permise speciale.
4.Stabilirea a 8 ore de muncă pe zi pentru toți funcționarii și muncitorii.
5.Împărțirea fără dobânda și fără condiții tuturor pământuri de stat și private între țărani.
6.Supunerea judecatelor numai la lege și scutirea cetățeanului de pedeapsă fără ultima decizia a organelor de justiție.
7.Educația generală și superioară, gratuită, publică și obligată.

## Sejm-ul Transcaucazia (1917-1918)

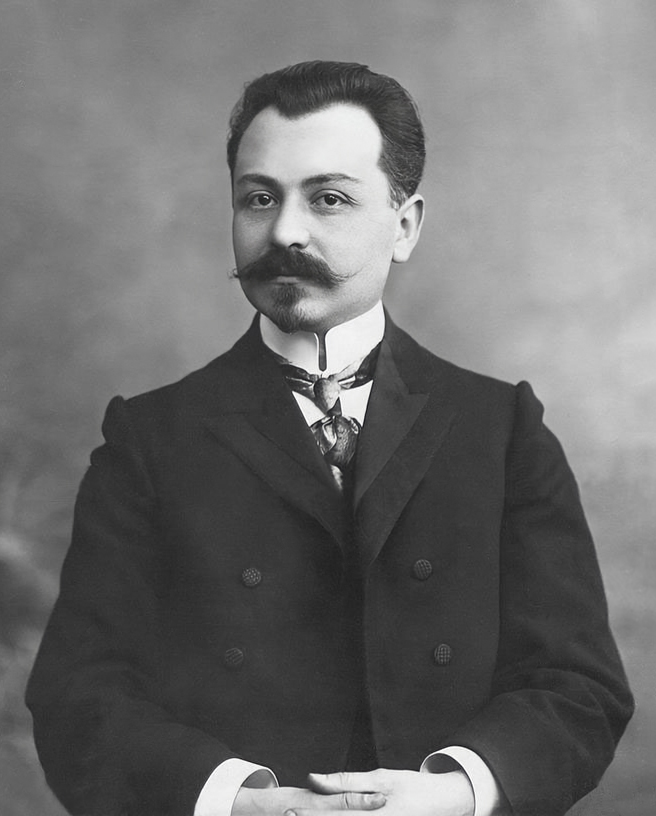
Primul Ministru al Azerbaidjanului Fatali Khan Khoyski (1875-1920)

Chiar în timpul ședinței ajunge informația despre căderea guvernului lui A. Kerenski și lovitura de stat a bolșevicilor de la Petrograd. La 2 noiembrie 1917, bolșevicii în fruntea cu armeanul S. Șaumian, reușesc să declare Sovietul din Baku, puterea supremă din oraș, însă zona de influența a noului guvern se limita la periferiile capitalei Azerbaidjanului. Restul Caucazului de Sud era condus de Comisariatul Transcaucazian, înființat la 11 noiembrie la Tiflis (actualul Tbilisi), care recunoștea legitimitatea lui A.Kerenski. În guvernul transcaucazian (condus de primul ministru georgian E. Gheghecikori) erau prezenți și trei azeri: Fatali Khan Khoyski, M.Yusif Cafarov, Xalil Xasmammadov. Mai târziu, la 23 februarie 1918, s-a inaugurat organul legislativ, care se numea după modelul polonez, Sejm-ul. Sejm-ul Transcaucazian în general era compus de deputați aleși din țările regiunii la Duma Rusiei, cu fracțiunea azeră alcătuită de 44 de deputați (partidele „Müsavat”, „Ittihad”, „Hümmat”, Blocul Socialist Musulman). Șeful fracțiunii era ideologul mișcării naționale Mammad Emin Rasulzade.

## Situația în provinciile azere
Așadar Azerbaidjanul se afla într-o situație unică și periculoasă, fiindcă în tot Caucaz-ul doar la Baku, datorită caracterului cosmopolit și componenței etnice mixte formate după descoperirea petrolului aici, bolșevicii, alcătuiți de elemente ne-azere, au reușit să obțină puterea. Acest fenomen a separat țara în două fronturi: veneticii din Baku și băstinașii din restul Azerbaidjanului. După ieșirea Rusiei din Primul Război Mondial, din cauză blocării căilor ferate dintre Baku și Tiflis, aici se adunaseră mii de soldați ruși și armeni, întorși de pe fronturi iraniene și occidentale sau trimiși pe frontul caucazian. În acest număr se adăuga și mii de militari înarmați ai Partidului Revoluționar Armean „Dașnakțutiun”.

## Masacrul 31 martie din Baku (1918)
Pe vremurile acelea azerii nu dispuneau de trupe militare fiindcă toți cetățenii musulmani din Imperiul Rus erau scutiți de slujba militară în schimbul unei taxe speciale. Pentru eliminarea localnicilor care nu susțineau puterea sovietică Sovietul din Baku și partidul „Dașnakțutiun” au realizat un măcel sângeros asupra populației azere ale orașului soldat cu 12 000 de morți (31 martie 1918).
Mai târziu, „tatăl independenței” Azerbaidjanului, Mammad Emin Rasulzade, remarca: ”În evenimentele din martie se acuzau pe „Müsavat”, ce este absolut lipsit de argument, fiindcă pentru a declara război este obligatoriu a dispune măcar o anumită forță fizică, ceea ce „Müsavat” nu avea. Alții acuză „Müsavat”-ul în lansarea ideii autonomiei ale Azerbaidjanului, așadar provocând evenimentele din martie. Acesta poate are o parte din adevăr. Poate, dacă supunându-ne am fi înclinat capete în fața de dușmanilor libertății noastre, nu s-ar întâmpla aceste evenimente. Însă noi nu am fi putut s-o facem. Am cerut în mod direct o autonomie pentru Azerbaidjan. Totodată prin aceasta ne-am multiplicat numărul de dușmani”.
Sub lozinca de a stabili puterea sovietică, Armata Roșie a cărui nucleul era constituit de trupele „Dașnakțutiun” au realizat alte masacre în orașele Quba, Șamaxî, Lankaran, Salyan, Kürdamir din estul țării. Speranța azerilor, Sejm-ul Transcaucazian, din cauza situației instabile de pe frontul turc și înaintarea trupelor Puterilor Centrale, nu reacționa la noutățile sosite din regiune.

## Independența Federației Transcaucaziene
Mai târziu, Sejm-ul și-a dat seama anormalitatea situației sale și la 22 aprilie 1918, s-a transformat în Republică Federativă Transcaucazia independentă, iar peste patru zile s-a format noul guvern în frunte cu georgianul A. Țhenkeli. În componența acestui guvern au intrat 5 miniștri azeri: Fatali Khan Khoyski (justiție), X. Malik-Aslanov (transport), Nasib Yusifbeyli (învățământ), M.H. Hacînski (comerț și industrie), I. Heydarov (control de stat). Însă declarația independenței nu a schimbat nici situația internă, nici externă a statului. Fiecare dintre cele trei națiuni titulare (georgieni, azeri, armeni) apărau interesele naționale mai mult decât cele comune caucaziene,iar țara neavând o unică putere autoritară, suferea de anarhie.

## Conflictul armeano-azer
Dușmănia interetnică a ajuns la apogeu în gubernia Erivan (actualul Erevan) unde se realiza o purificare etnică a azerilor de către trupele militare armene cu scopul obținerii unei situații favorabile pentru declararea independenței Armeniei în viitor și majorității etnice din acest teritoriu. Numai în acest an, 80 000 de azeri din gubernia Erivan au devenit refugiați. Nici relațiile dintre georgieni și armeni în sudul guberniei Tiflis nu erau mai bune, ceea ce spre sfârșitul anului a dus la războiul armeano-georgian.

## Proclamarea independenței Azerbaidjanului

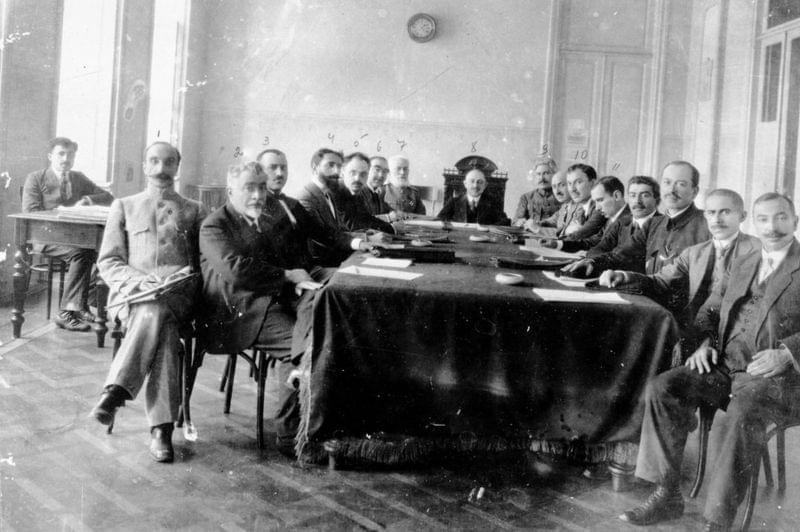
Şedinţa guvernului azer (1919)

La 26 mai 1918, Federația Transcaucaziană a căzut prin declarația de independența a Georgiei. Peste două zile Armenia și Azerbaidjan și-au proclamat independența. Deputații azeri au constituit organul temporar de conducere - Consiliul Național (Milli Șura), alegând ca președinte pe Mammad Emin Rasulzade. A fost semnat la 4 iunie 1918 între Imperiul Otoman și Republica Democratică Azerbaidjan un tratat de pace și prietenie, care îi garanta sprijinul necesar noului stat. Iar la 16 iunie guvernul azer în frunte cu avocatul Fatali Khan Khoyski (1875-1920), s-a mutat de la Tiflis la Ganca, al doilea mare oraș din țară, fiindcă Baku era ocupat. 
Este interesant faptul că în momentul respectiv nici Armenia nu avea capitală proprie și ca un gest de favoare Consiliul Național a cedat la 29 mai 1918, Armeniei, orașul Erevan, unde azerii erau majoritari. La 30 mai despre proclamarea statului a fost anunțate Istanbul, Berlin, Paris, Londra, București, Roma, Washington, Moscova, Tokio etc. 
La 27 iunie statul proaspăt născut a botezat limba azeră ca limba de stat și a stabilit steagul provizoriu, care s-a definit la 9 septembrie în forma de tricolor albastru, roșie, verde și o semilună cu stea optunghiulară. Cele trei culori din steagul național simbolizează „cultura națională turcică, democrația europeană modernă și civilizația islamică” (Mammad Emin Rasulzade).

## Agresiunea Sovietului din Baku și eliberarea Capitalei
Însă problema esențială rămânea chestiunea de viabilitate republicii. La 12 iunie 1918, conform ordinul lui S.Șaumian, trupele militare ale Sovietului din Baku au început un atac asupra Ganca, ceea ce a dus statul azer în pragul nimicirii. Guvernul neavând o armată regulată a cerut ajutorul militar de la Istanbul, conform punctului 4 al tratatului din 4 iunie. Armata unită turco-azeră („Armata Caucaziană”) a întâmpinat  trupele sovietice în apropierea capitalei provizorii și  bătălia a durat câteva zile lângă localitatea Göyçay (27 iunie-1 iulie 1918), a zdrobit Armata Roșie, ce a determinat trădarea bolșevicilor de către „Dașnakțutiun” și o lovitură de putere la Baku (1 august 1918). Dictatura Centrocaspică, compusă din ofițerii ruși și simpatizanții „Gărzii albe”, a invitat în oraș trupele englezești în frunte cu generalul Densterwill, iar cei 26 comisari bolșevici, care cu o navă încercau să ajungă la Astrahanul roșu, au fost arestați la Marea Caspică și au fost împușcați împreună cu Șaumian la nisipurile deșertului Agdjakum din actualul Turkmenistan. Însă soarta războiului era definită și la 15 septembrie Armata Caucaziană a întrat în oraș.

## Parlamentul azer

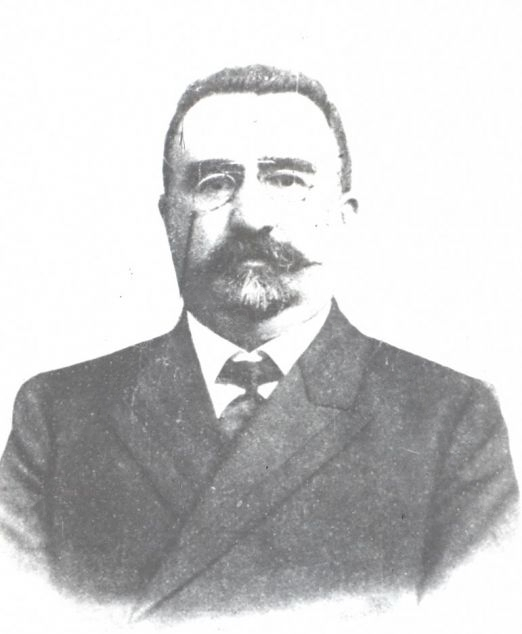
Şeful statului azer Ali Mardan bey Topçubaşî (1862-1934)

Peste câteva luni Imperiul otoman a ieșit din război și a fost obligat să retragă trupele din Azerbaidjan. Din Iran la Baku a pătruns armata engleza și în următoarele luni statul azer s-a ocupat cu recunoașterea legitimității sale de către Londra. La 7 decembrie 1918 s-a inaugurat prima ședință a parlamentului azer compus de 120 deputați (80 azeri, 21 armeni, 10 ruși, 1 evreu, 1 georgian, 1 polonez, 1 german). Președintele organului legislativ a fost ales juristul Ali Mardan bey Topçubașî (1862-1934).
În parlament au fost reprezentate urmatoare partide: Partidul „Müsavat” - 36, „Ittihad” - 11, „Blocul Socialist” - 12, „Ahrar” (liberalii) - 10, independenții - 9, „Dașnakțutiun” - 7, alte partide armene - 4, minorități naționale - 5 deputați.

## Agresiunea Armeniei
Una dintre cele mai vitale probleme ale republicii era normalizarea relațiilor cu Armenia vecină, unde conform recensământului din 1897, din 7 uezde (provincii rusești) în 4 azerii erau majoritari. Pe Baku deranja atacurile și deportările populației azere din Armenia și revendicările teritoriale ale Erevanului asupra Azerbaidjan, în provinciile Zangazur, Naxçîvan, Karabah fiindcă spre deosebire de Azerbaidjanul filo-turc și Georgia filo-germană, această țară era susținută de Antanta. Trupele fostului general otoman de origine armean, Andronik, în vara 1918, au invadat provincia Zangazur la granița celor două state și a ocupat centrul zonei, orașul Gorus, provocând valurile de “epurări etnice”, însă a fost zdrobit la intrarea în provincia Karabakh. Doar în sudul guberniei Erivan sute de sate azere au fost distruse și ca urmare 150.000 azeri s-au refugiat în Azerbaidjan. La 23 noiembrie 1919, La Tiflis, cele două state au semnat o înțelegere conform careia trebuia să fie oprită orice acțiune militară și problemele să fie rezolvate prin mijloace pașnice. Conferința armeano-azeră organizată la Baku la data de 14 decembrie 1919 nu a dat nici un rezultat și peste câteva săptămâni armată armeană a invadat iar Zangazur. Aceste confruntări au durat, cu mici pauze, până la invazia Armatei Roșie în Azerbaidjan și a fost una dintre cele mai importante cauze care a determinat căderea republicii.

## Reformele Primei Republicii
|  |

Prima republică (1918-1920) era unul dintre cele câteva state musulmane independente din epoca respectivă și singura unde femeile aveau drept de vot. Datorită demnitarilor de stat cu educația europeană, a fost asigurate drepturile omului și ale minorităților. S-a inaugurat Universitatea din Baku (1919), 100 tineri au fost trimiși cu burse de stat la studii în Europa, însă majoritatea lor nu au mai putut să se întoarcă niciodată înapoi după ocupația sovietică.

## Recunoașterea statului azer de către Conferința de la Versailles
În 1919 trupele Antantei părăsesc Azerbaidjanul, iar la 11 ianuarie 1920 Consiliul Suprem al Antantei, în unanimitate a luat decizia de recunoaște de facto a independenței Azerbaidjanului. Totodată Rusia sovietică nu-și ascundea intențiile de a ocupa această țară. Sovieticii aveau nevoie de petrolul din Baku, care producea aproape tot combustibilul (95%) din fostul Imperiul Rus. În telegrama sa de urgență, conducătorul revoluției V. I. Lenin scria foarte clar: „Capturarea Baku-ului este foarte, foarte și foarte importanta pentru noi…”.

## Invadarea Armatei Roșie și căderea Republicii
La 22 martie, în zilele sărbătorii naționale, s-a răsculat minoritatea armeană din provincia Karabakh și a atacat garnizoana armatei azere la Xankandi. Revolta a obligat guvernul să concentreze aproape toată armata (40 000 de militari) la granița cu Armenia, ceea ce a lăsat granițele nordice a țării fără apărare. La 27 aprilie 1920, a XI-a Armata Roșie a intrat în Azerbaidjan și oprindu-se la suburbiile Baku-ului, a pus ultimatum de capitulare. Parlamentul azer a cedat puterea în schimbul unor condiții care prevedeau păstrarea independenței țării sub regimul socialist, securitatea demnitarilor de stat, ajutorul revoluției kemaliste de către sovietici ș.a. Prima republică a căzut, însă nici un punct din înțelegere nu a fost respectat de Moscova și ca urmare a represiunilor au fost împușcați 40 000 de cetățeni azeri chiar la începutul inlăturării puterii bolșeviste. Trupele armatei azere s-au răsculat la Ganca (mai 1920) nimicind Armata Roșie din zonă, însă succesul a fost temporar, revolta fiind reprimată (10 000 de morți).

Steagul Azerbaidjanului sovietic "independent" (1920-1921)

## Consecințele ocupației sovietice pentru Azerbaidjan
La noiembrie a căzut Armenia, iar în februarie 1921, aceeași soartă a avut Georgia. Cu această ocazie guvernul sovietic al Azerbaidjanului „de dragul frăției socialiste” a cedat provincia Zangazur, ținuturile Göyça, Dilican, Daralayaz etc. Armeniei, reducându-și teritoriul de la 114.000 de metri pătrați la 86.600. În iunie 1920, fostul prim ministru Fatali Khan Khoyski a fost ucis la Tiflis de un asasin armean. Șeful parlamentului A.M. Topçubașî a murit la Paris în 1934, iar Mammad Emin Rasulzade în 1955 la Ankara.